# 中华人民共和国农民运动会
中华人民共和国农民运动会是由中国农民体育协会于1988年创办。在中国，农运会是仅次于全运会和城运会的大型运动会。1988年在北京市举办了第一届全国农民运动会，以后每隔四年举行一届。
由于不明原因，全国农民运动会被取消，原定于2016年由吉林松原承办的第8届农运会不了了之，因此2012年在河南南阳举办的第7届农运会是最后一次。

## 历届农民运动会
| 届次   | 时间                    | 举办城市       |
| ------ | ----------------------- | -------------- |
| 第一届 | 1988年10月9日至16日     | 北京市         |
| 第二届 | 1992年10月10日至19日    | 湖北省孝感地区 |
| 第三届 | 1996年10月12日至20日    | 上海市         |
| 第四届 | 2000年10月29日至11月4日 | 四川省绵阳市   |
| 第五届 | 2004年10月18日至24日    | 江西省宜春市   |
| 第六届 | 2008年10月26日至11月1日 | 福建省泉州市   |
| 第七届 | 2012年9月16日至22日     | 河南省南阳市   |
| 第八届 | 2016年（停办）          | 吉林省松原市   |